# Vavilov Afanasy Petrovich
Afanasy Petrovich Vavilov (4 (17) de março de 1902, vila de Bezrukovo, província de Penza - 2 de setembro de 1964, Moscou ) foi um tenente-general da justiça de 1945 até ser destituído de seu posto em 1955.